# La Rioja (Argentine)
Pour les articles homonymes, voir La Rioja (homonymie).
La Rioja est une ville d'Argentine et la capitale de la province de La Rioja. Elle est située à 987 km au nord-ouest de Buenos Aires. Sa population était estimée à 208 638 habitants lors du recensement de 2022.

## Histoire
Juan Ramirez de Velasco, gouverneur de Tucumán, fonda la ville sous le nom de Todos los Santos de la Nueva Rioja, le 20 mai 1591.

## Climat

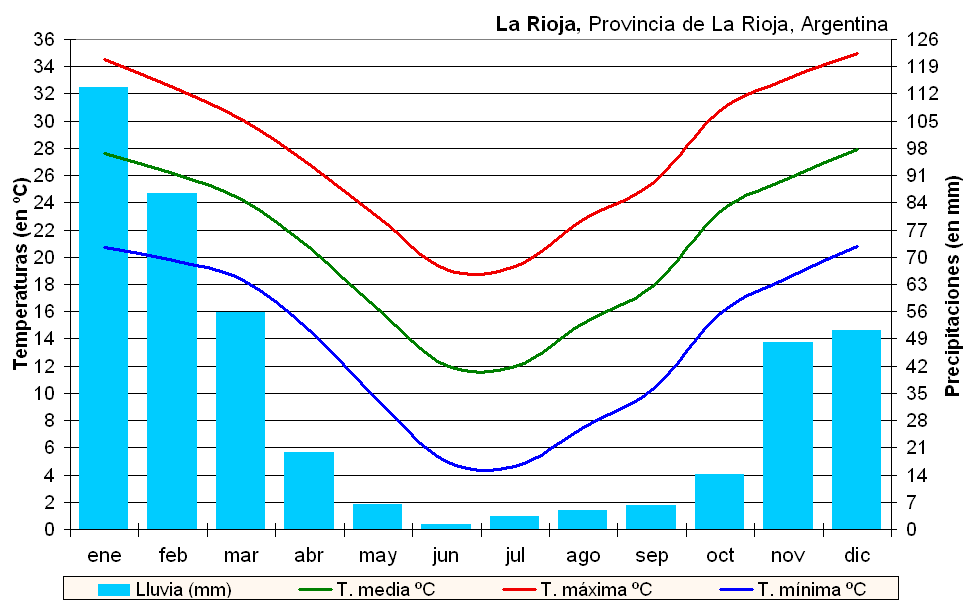
Climogramme de La Rioja

La Rioja a toutes les caractéristiques d'un climat continental. Les hivers y sont doux et secs avec des températures moyennes de plus ou moins 10 °C et des pluies rares, ainsi qu'une forte amplitude thermique quotidienne. Les étés sont pluvieux et chauds avec des températures moyennes de 28 °C et maximales de plus ou moins 35 °C, les plus hautes d'Argentine.

## Religion
- Catholiques : cathédrale de La Rioja
- Pentecôtistes : Iglesia Evangélica Pentecostal de La Rioja

## Galerie

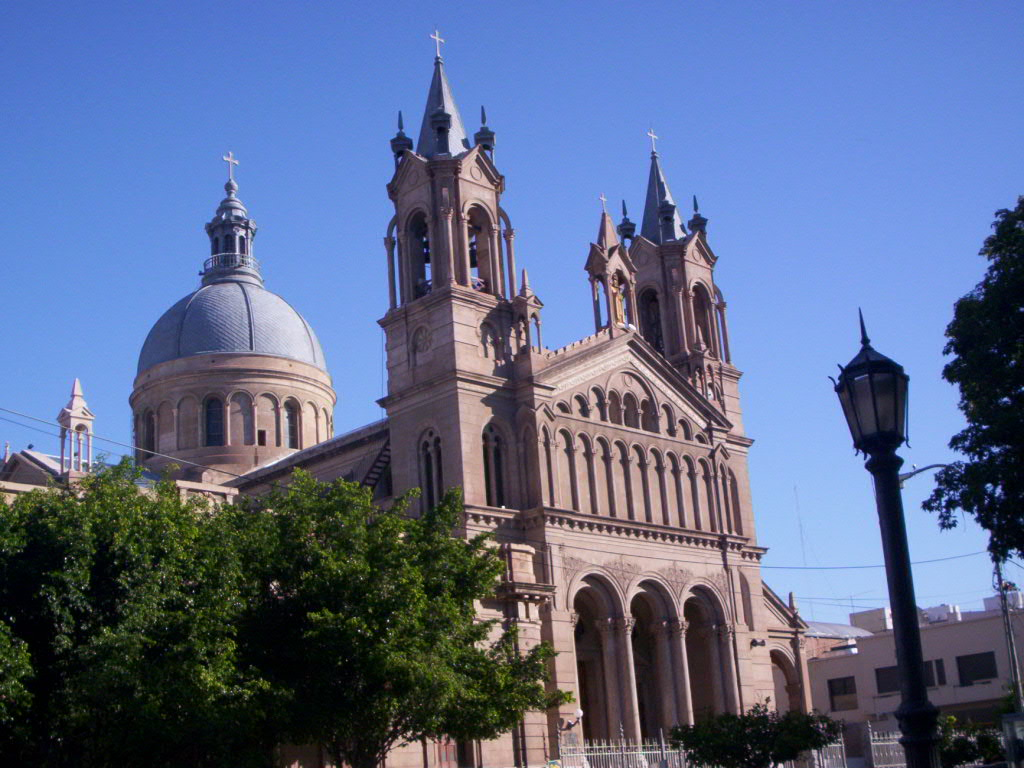
La cathédrale San Nicolás de Bari.
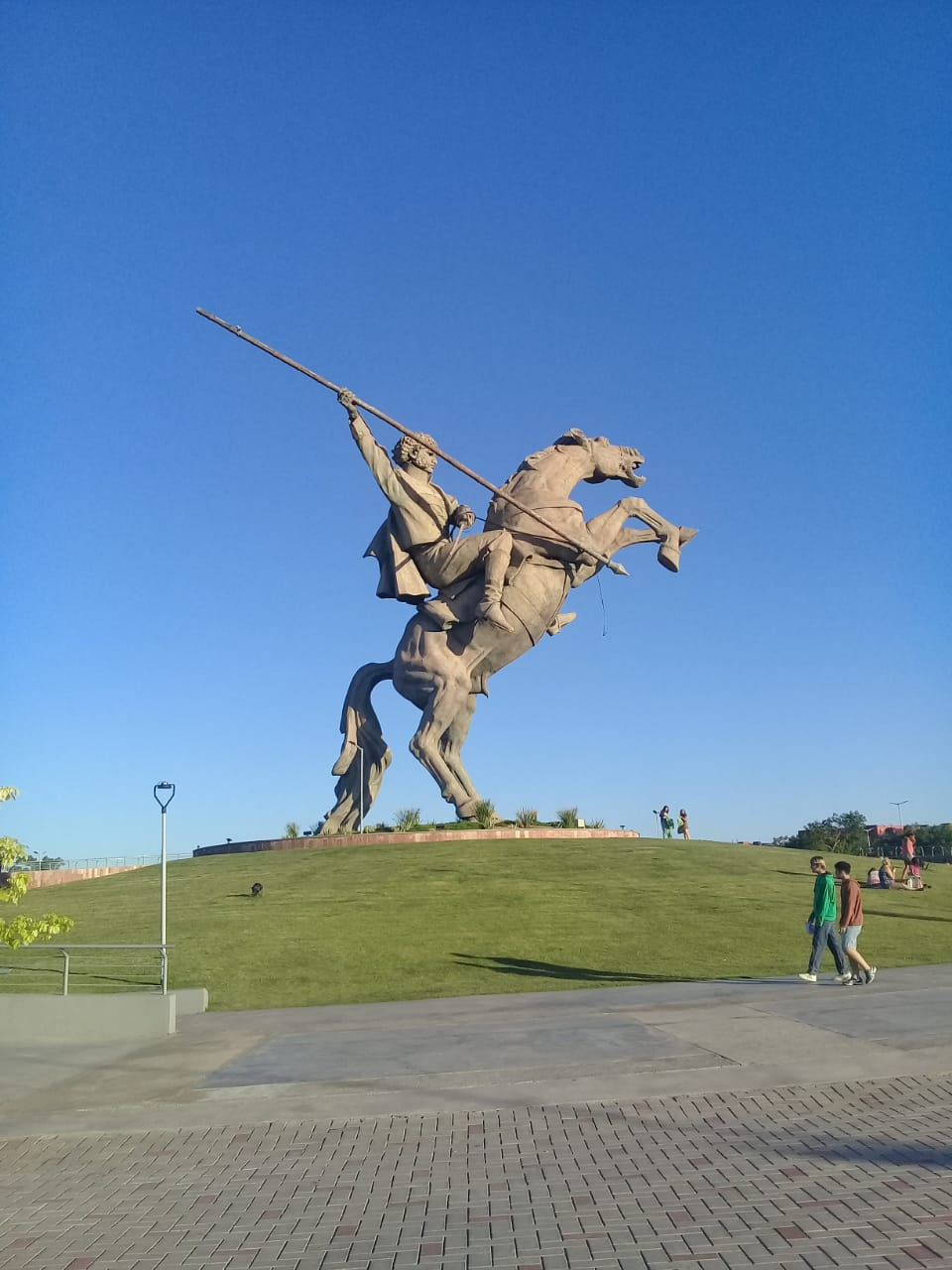
Juan Facundo Quiroga, monument érigé sur la place de las Juventudes.